# Henri Pélissier
Henri Pélissier (22. januar 1889 – 1. maj 1935) var en fransk cykelrytter, som vandt Tour de France i 1923. Udover sine 29 karrieresejre, var han kendt for sin årelange fejde med tourgrundlæggeren Henri Desgrange og for sin protester mod de miserable betingelser, som rytterne måtte køre under på hans tid.
Pélissier var en af fire brødre, som alle blev professionelle cykelryttere. Han blev professionel i 1911 og samlede flere vigtige sejre før 1. verdenskrig, deriblandt Milano-San Remo i 1912 og tre Tour de France-etaper i 1914.
Efter krigen genoptog han cyklingen, vandt Paris-Roubaix i 1919 og deltog i Touren de fem følgende år i træk. Umiddelbart før 1921-udgaven af Paris-Roubaix krævede Henri og hans broder Francis af deres sponsor, at denne skulle betale dem mere end den almisse, som rytterne normalt måtte leve med. Kravet blev afvist, og de valgte at køre løbet som uafhængige uden støtte fra et hold. Desgrange svor, at ingen af dem nogensinde mere ville komme på forsiden af hans avis l'Auto, men måtte æde sine ord i sig igen, da Henri vandt.
I 1923, efter endnu et anfald, skrev Desgrange: "Pélissier vil aldrig vinde Touren. Han ved ikke, hvordan man lider". Kort efter vandt Pélissier nemt Touren. Det følgende år trak han sig ud af Touren på grund af en straf, han fandt uretfærdig.
I et interview protesterede han igen mod Tour-betingelserne; han udtalte: "Vi bliver behandlet som dyr i et cirkus". Reporteren Albert Londres opfandt betegnelsen landevejens straffefanger, som siden er blevet brugt om cykelryttere
Pélissier var kendt for at være stridslysten og hidsig. Ofte prøvede han også at ophidse holdkammerater og andre ryttere i feltet.
Efter indstillingen af karrieren i 1928 medførte hans kamplystne personlighed en hurtig forringelse af hans liv. I 1933 kunne hans kone Léonie ikke længere holde ud af leve med ham og skød sig selv. To år senere skød hans nye kæreste, Camille Tharault, ham med den samme pistol, fordi han havde ridset hende med en kniv under et skænderi.